# Blossfeldia liliputana
Blossfeldia liliputana es una especie de planta suculenta perteneciente a la familia Cactaceae y único miembro del género monotípico Blossfeldia. Es la especie de cactus más pequeña que se conoce y es nativo de la Cordillera de los Andes, al sur de Bolivia y al noroeste de Argentina.

## Descripción

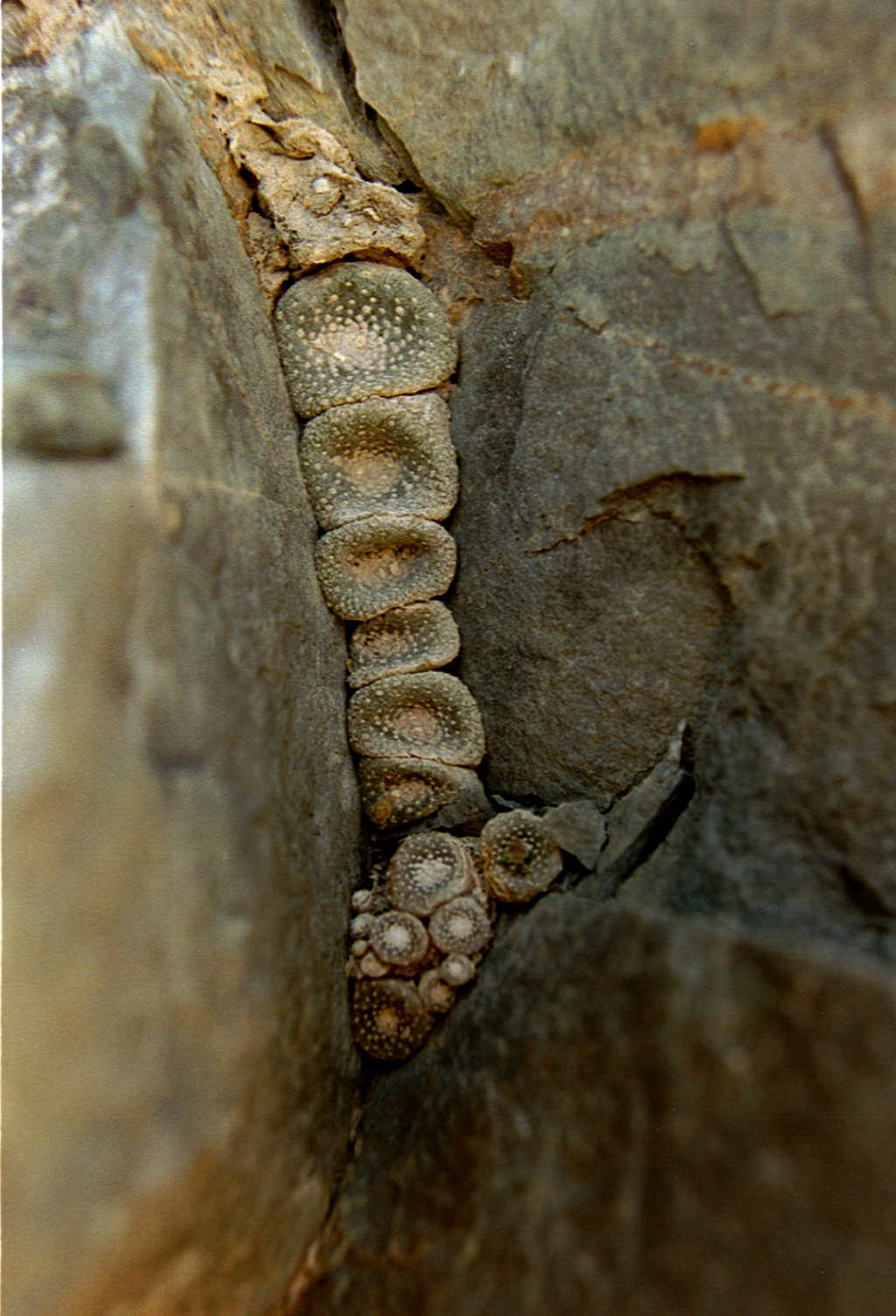
Planta creciendo en una grieta

Blossfeldia liliputana es una especie de cactus muy pequeña, con forma de botón de color verde grisáceo. Llega a medir hasta 1,2 cm de diámetro, y crece de forma solitaria o con muchos tallos formando colonias en las fisuras de las rocas.
Su tallo no posee costillas, ni protuberancias o tubérculos. Tampoco posee espinas, ni una cutícula engrosada y tiene muy pocos estomas.
Las flores aparecen muy cerca del ápice del tallo, miden de 0,6 a 1,5 cm de largo y entre 0,5 y 0,7 cm de diámetro. Son de color blanco (raramente rosadas), se autopolinizan, presentan unas escamas diminutas y son algo lanudas. 

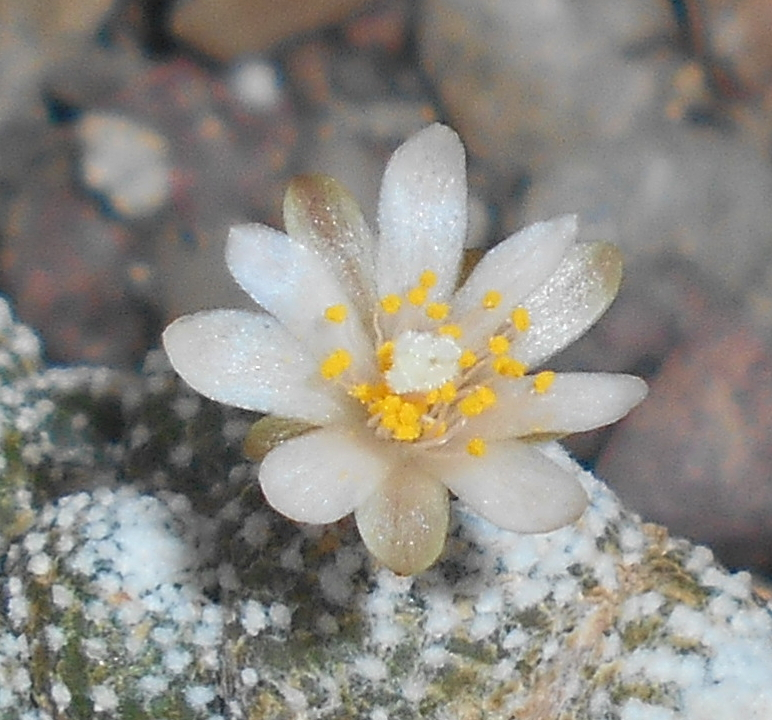
Detalle de la flor

El fruto es esférico, de color rojo y con la cubierta revestida de diminutas erupciones parecidas a pelos. En su interior hay semillas marrones muy pequeñas y arilladas (cubierta carnosa).

## Distribución y hábitat
La especie tiene una distribución muy extensa, que se extiende principalmente a lo largo del lado oriental de la cordillera de los Andes en el sur de Bolivia y el noroeste de Argentina.
Crece principalmente en biomas desérticos o de matorrales secos, entre los 1200 y 3500 m s. n. m. (metros sobre el nivel del mar). Normalmente crece en las grietas y hendiduras de las rocas verticales y soleadas de los barrancos, donde las plantas se adhieren con sus pequeñas raíces engrosadas, pudiendo vivir en extrema sequedad.

## Taxonomía
Blossfeldia liliputana fue descrita por el botánico alemán Erich Werdermann y publicada por primera vez en la revista científica Kakteenkunde 1937: 162 en 1937.
Etimología
- Blossfeldia: nombre genérico otorgado en honor a Harry Blossfeld (1913-1986), uno de los descubridores de la especie.[5][6]
- liliputana: epíteto específico que proviene del término «Lilliput», que es una referencia a la novela Los viajes de Gulliver (1726) de Jonathan Swift. En esta obra, Lilliput es una isla habitada por personas diminutas, por lo que el término «liliputiense» se usa en un sentido más amplio para referirse a algo que es muy pequeño. Así, liliputana hace alusión al tamaño diminuto de esta especie de cactus, que es una de las más pequeñas dentro de su familia.[7]

Sinonimia
- Blossfeldia atroviridis F.Ritter, 1965
- Blossfeldia atroviridis var. intermedia F.Ritter, 1980
- Blossfeldia campaniflora Backeb, 1959
- Blossfeldia fechseri Backeb., 1962
- Blossfeldia liliputana var. atroviridis (F.Ritter) Krainz, 1975
- Blossfeldia liliputana var. caineana Cárdenas, 1964
- Blossfeldia liliputana var. campaniflora (Backeb.) Krainz,1975
- Blossfeldia liliputana var. fechseri (Backeb.) Krainz, 1975)
- Blossfeldia liliputana var. formosa F.Ritter, 1980
- Blossfeldia liliputana var. pedicellata (F.Ritter) Krainz, 1975
- Blossfeldia minima F.Ritter, 1980
- Blossfeldia pedicellata F.Ritter, 1965
- Parodia liliputana (Werderm.) N.P.Taylor, 1987

## Estado de conservación
En la Lista Roja de Especies Amenazadas de la UICN, la especie está clasificada como de «Preocupación Menor (LC)».

## Usos
Aunque es una especie poco común en las colecciones, se cultiva principalmente como planta ornamental. Su propagación se realiza normalmente a través de semillas o vástagos basales, aunque generalmente se injerta para acelerar su crecimiento.
Señalar que al estar expuesta a severas condiciones, la sequía la combate tomando humedad del ambiente ya que no tiene cutícula. Requiere de una temperatura media mínima 2 °C y necesita poca agua en invierno.

## Galería

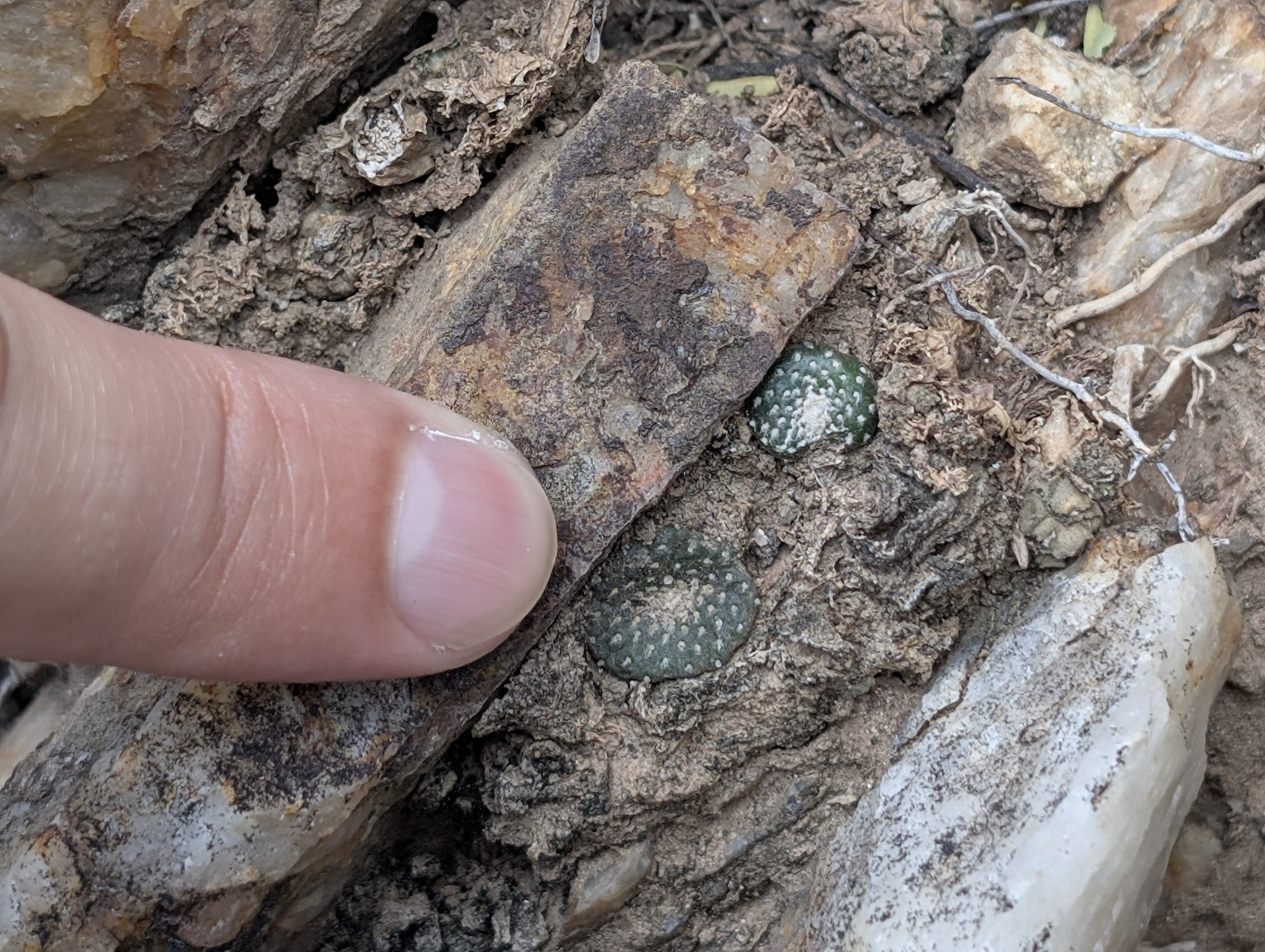
Relación de tamaño de la especie
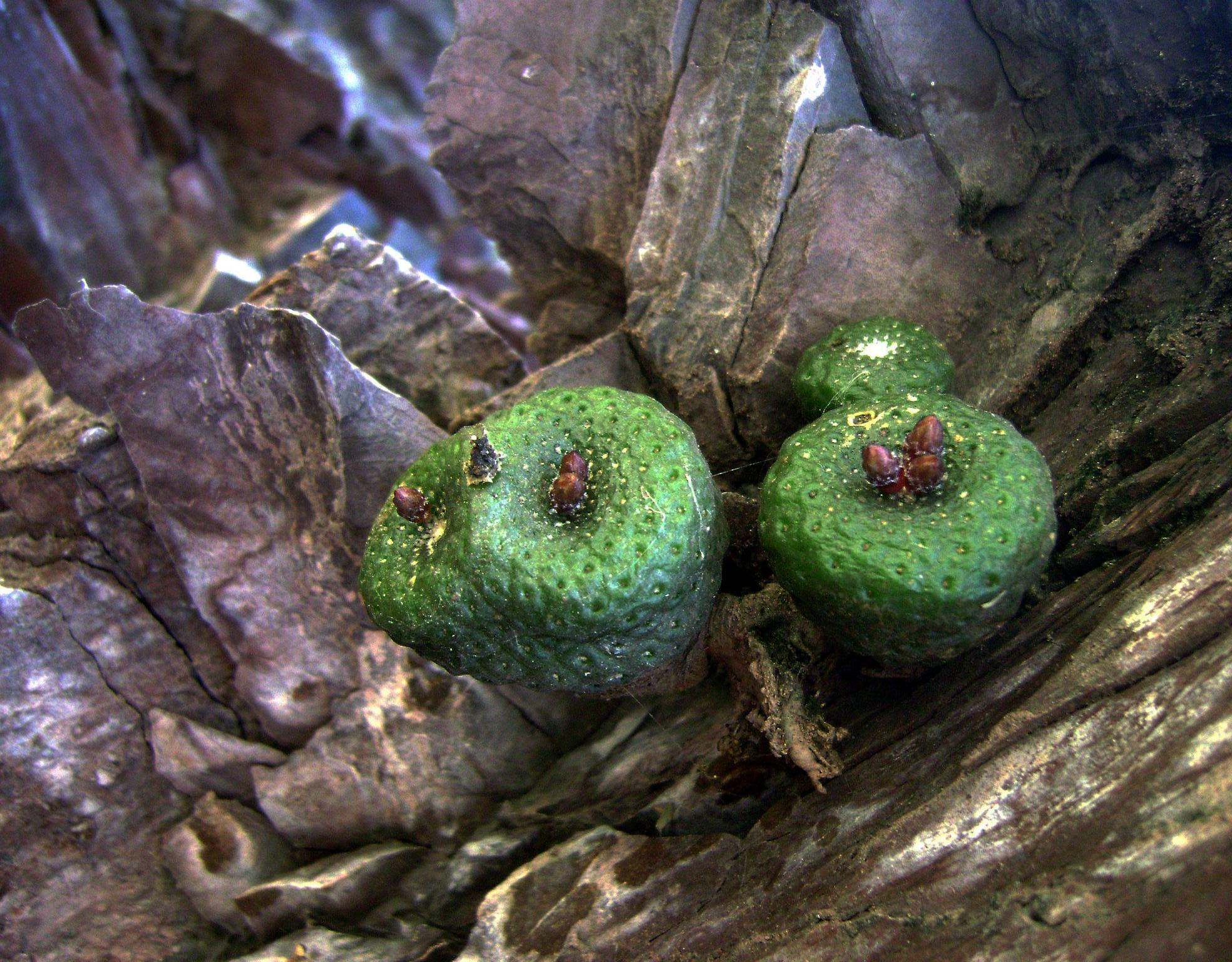
Planta en su hábitat
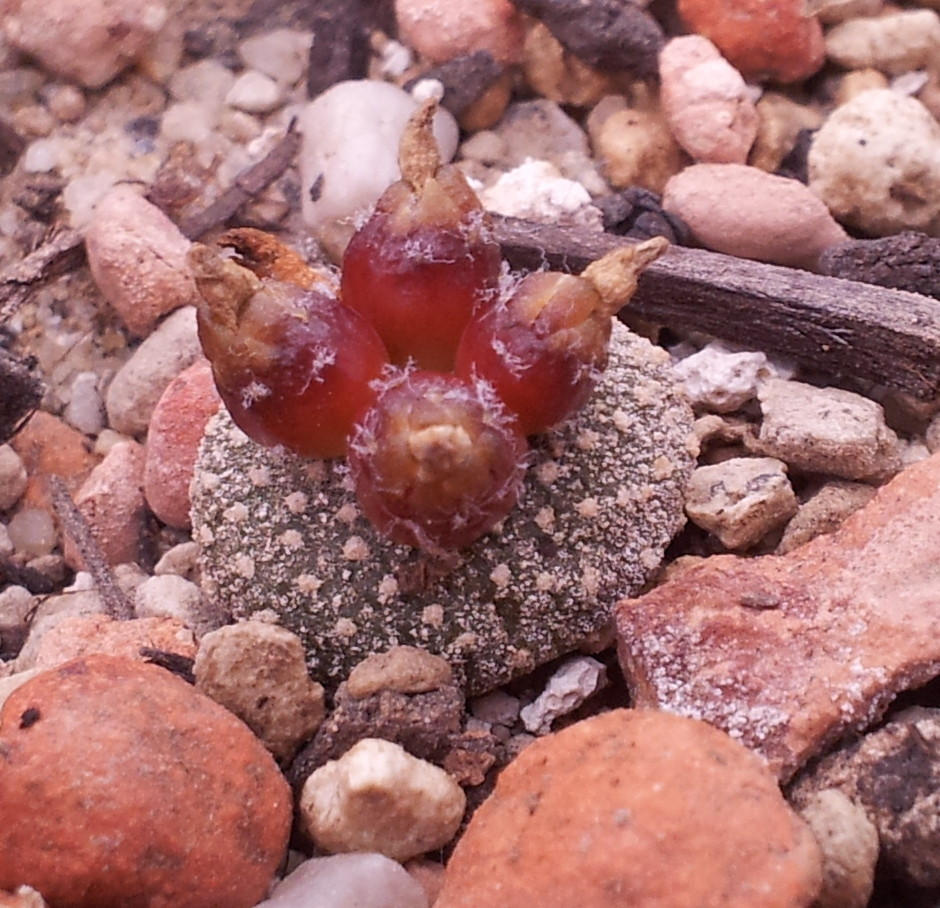
Detalle del fruto
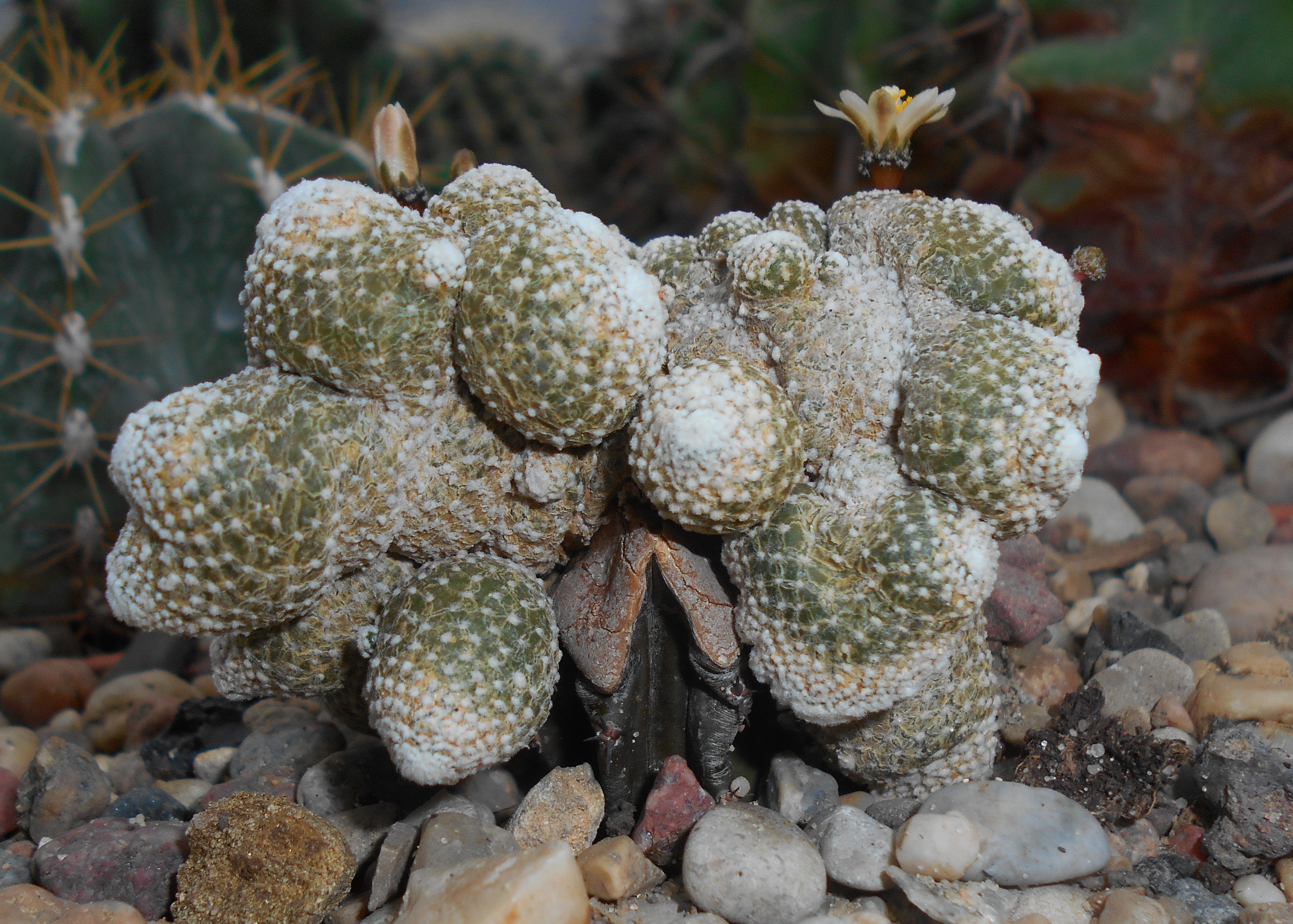
Planta en injerto
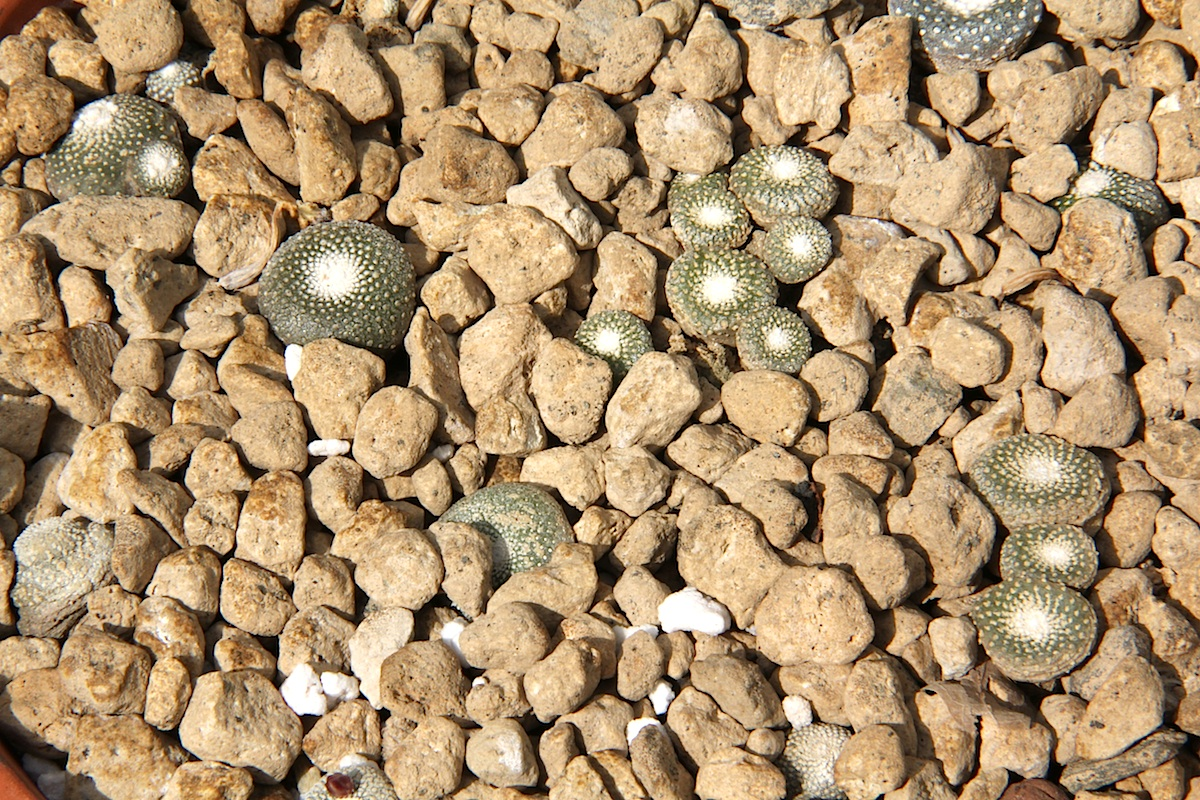
Porte de la planta